# Macoubea mesoamericana
Macoubea mesoamericana är en oleanderväxtart som beskrevs av J.F. Morales. Macoubea mesoamericana ingår i släktet Macoubea och familjen oleanderväxter. Inga underarter finns listade i Catalogue of Life.